# Индустријска зона Су Фајгу (Каљари)
Индустријска зона Су Фајгу је насеље у Италији у округу Каљари, региону Сардинија.
Према процени из 2011. у насељу је живело 1 становника. Насеље се налази на надморској висини од 58 м.